# Ferrari F2007
Ferrari F2007  je vůz formule 1 týmu Scuderia Ferrari Marlboro, který se účastnil mistrovství světa v roce 2007.

## Popis
Nové šasi se významně liší od loňského modelu 248 F1, který se v poháru konstruktér; umístil na druhém místě, hned za vozy týmu Renault. Vzhledem k nové specifikaci pneumatik došlo u vozu k jinému rozložení hmotnosti, posunutím přední nápravy vpřed, tím se posunulo těžiště o 85 mm,z původních 3050 mm na 3135 mm to vše při zachování stejné délky vozu.
Samotná převodovka je stále podélně uložena a je opatřena pokrokovým systémem rychlého řazení, se 7 rychlostními stupni a zpátečkou. Zavěšení kol je poprvé u Ferrari bezkýlové. Upuštění od jednokýlového zavěšení kol je mimo jiné způsobeno odchodem bývalého konstruktéra Ferrari Roryho Byrnea.

### Koncept nulového kýlu

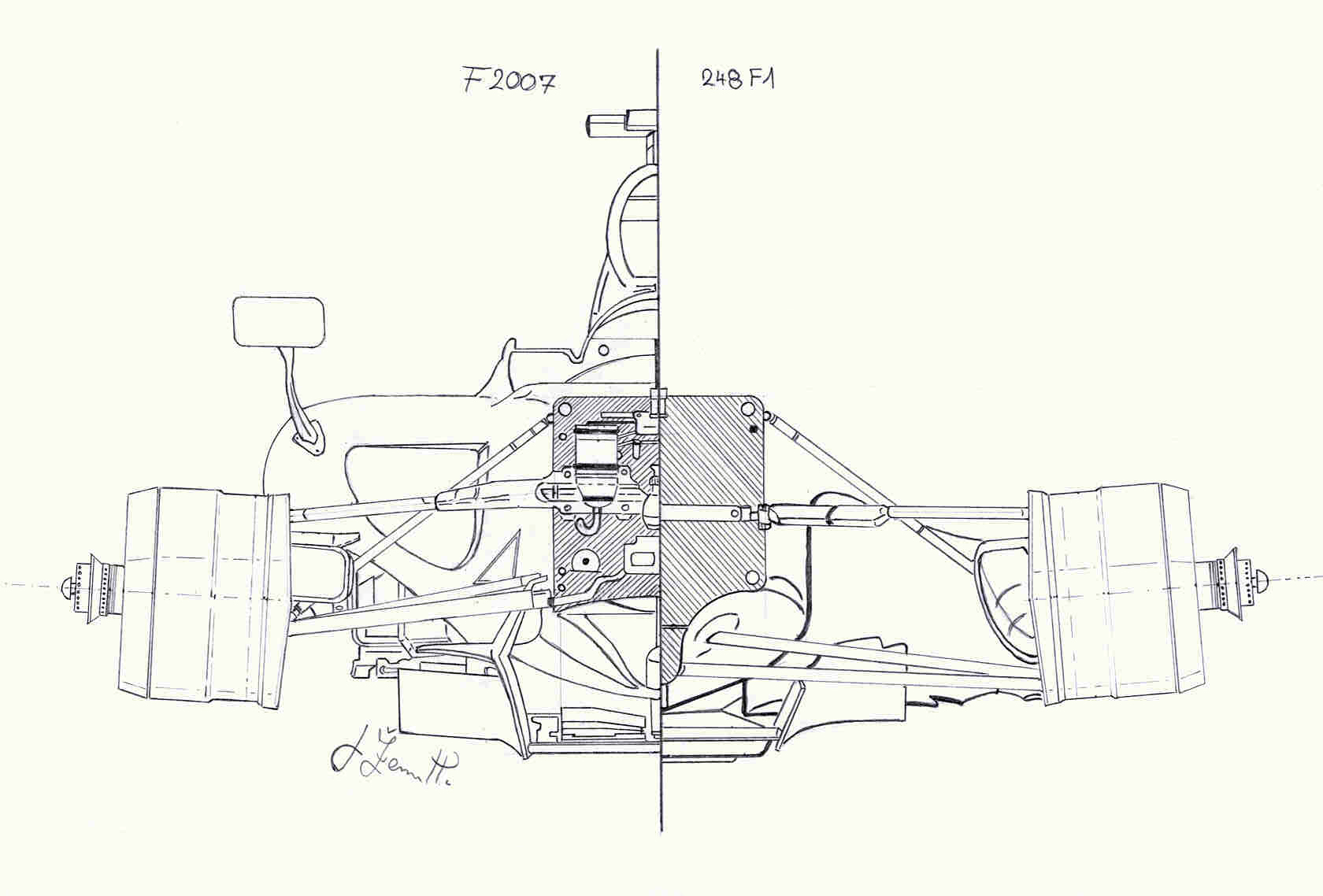
Srovnání bezkýlového konceptu (Ferrari F2007) a jednokýlového konceptu (Ferrari 248 F1)

Jedna z nejvýraznějších změn u vozu F2007 nastala u předního zavěšení kol. Ferrari upustilo od svého tradičního jednokýlového řešení a poprvé v historii Ferrari se pustili do konceptu zavěšení bez použití kýlu. Vůz se tak stal nižším a tento koncept měl dramaticky zlepšit výkonnost spodku vozu tím, že se změnila kvalita a kvantita proudění vzduchu ve spodní části vozu. Z obrázku je patrný rozdíl uchycení ramen k rámu vozu, nulový kýl vyžaduje posunutí úchytu ramen výše, pouze příčné rameno, která zajišťuje správnou geometrii nápravy zůstalo v nezměněné poloze. Cesta, kterou se vydali technici u Ferrari při hledání optimálního řešení koncepce nulového kýlu, byl naprosto odlišná od ostatních týmu, které nulový kýl zkoušeli. U Ferrari upustili od používání zdvojených trojúhelníků přichycených ve spodní části rámu vozu.

### Přídavné aerodynamické prvky a křidélka
Mírně zúžený větrací otvor a strmější úhel chladičů redukovali šířku bočnic vozu. Čelní usměrňovač vzduchu byl více zprofilován do podoby zubů. Byly přidány další dvě menší usměrňovací plochy, které zlepšily obtékání vzduch ve spodní části vozu. Křidélka byla zúžena a pozměněna v závislosti na vývoji bočních chladicích komínků, zlepšující tak proudění vzduchu v jejich blízkosti a tím i zlepšení odvodu teplého vzduchu z chladičů. Zadní část vozu F2007 je tak viditelně užší a nižší než u svého předchůdce. Na celý program vývoje nového šasi pro Ferrari F2007 dohlížel Aldo Costa a vydal se naprosto odlišnou cestou než jeho předchůdci. Největší pokrok z pohledu efektivity aerodynamiky byl učiněn na horizontální ploše, která spojuje náběhy chladiče pod karoserií, dále kryty ráfků předního kola a změna křidélek v oblasti difuzoru.

### Změny před Grand Prix Austrálie

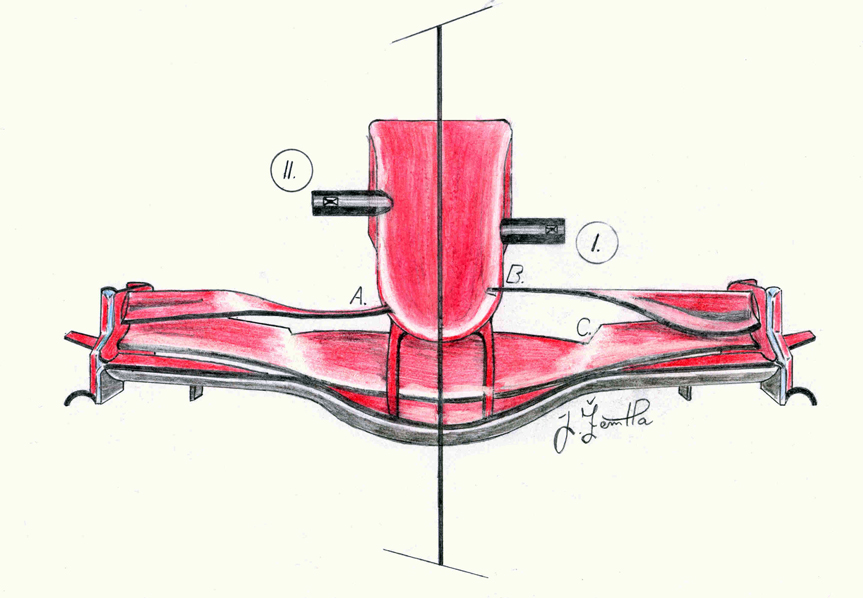
Srovnání pozice kamery při testech v Bahrajnu (I.) a při GP Austrálie (II.)

Před startem závodu v Melbourne došlo ke změně na deflektorech, které byly nápadně ohnuty směrem ven a spodní okraj byl zaoblen. Zároveň se změnil uhel přichycení deflektorů k šasi. Veškeré tyto změny měli odklonit proudění vzduchu z oblasti podlahy vozu, což znamená úplně opačný efekt než s jakým byl vůz představen. Již v minulé sezoně Ferrari představilo kryt zadních ráfků. Pro novou sezonu mechanici týmu vylepšili systém utahování a povolování matice při zastávkách v boxech. Protože kryt značně zužoval manipulační prostor při výměně pneumatik, byl trn na konci opracován do konusu, pro snazší nasazení utahovacího mechanismu. Pozice a tvar kamery umístěné nad předním přítlačným křídlem (pozice I.: takto se objevila na testech v Bahrajnu) se od představení vozu (kde vůbec nebyla) výrazně změnila. Kamera získala tvar regulérního křidélka a byla posunuta výše a směrem dopředu zasahujíc více do nosu (pozice II.). Upevnění předního přítlačného křídla (pozice A), tak jak bylo představeno na začátku sezóny a při GP Austrálie (pozice B). Výraznější změnu profilu (pozice C) získalo Ferrari při GP Španělska. Série změn v aerodynamickém balíčku nastala po testech v Bahrajnu. Měla za úkol zvýšit aerodynamický efekt a především adekvátní chlazení motoru. Křidélka na bočnicích spojená s komínky se snížila a protáhla. Chladicí štěrbiny dostaly asymetrický tvar a zmenšil se počet výstupů, to se samozřejmě lišilo závod od závodu. Další asymetrickou změnou prošly i výfuky.

### Inovace pro Bahrajn
Ferrari přišlo se zcela novým řešením odvodu teplého vzduchu z prostoru brzdového bubnu. Celý systém je umístěn v těsné blízkosti zadních kol a je součástí zadního zavěšení. Je to poměrně složité provedení, které i přes své malé rozměry dokáže být velmi účinný. Svislý díl vytváří jakýsi kanál pro proudění vzduchu, který ochlazuje zadní brzdy. Stabilizační plocha pomáhá minimalizovat ztrátu proudění vzduch k důležitým součástkám.
Další inovací je nová aerodynamická ploška na předním zavěšení v blízkosti předního kola. Ta usměrňuje proudění vzduchu a redukuje vzdušné víry vytvořené spojnicovou tyčí předního zavěšení. Jedná se nepatrný detail, který ovšem dokáže optimalizovat celkovou účinnost vozu.

## Barevné řešení vozu
Ferrari je jediným týmem v sezoně 2007, jehož sponzorem je tabáková společnost. Hlavním sponzorem je společnost Altria Group, která na vozech Ferrari propaguje svou značku cigaret Marlboro. Ovšem kvůli zákazu tabákové reklamy v zemích Evropské unie se na vozech nemůže objevit tato značka. Proto je používáno jednoduché červenobílé logo, v podobě čárového kódu. V zemích, ve kterých není tabáková reklama zakázána Ferrari používá loga Marlboro.

## Technická data
- Délka: 4545 mm
- Šířka: 1796 mm
- Výška: 959 mm
- Váha: 605 Kg (včetně pilota, vody a oleje)
- Rozchod kol vpředu: 1470 mm
- Rozchod kol vzadu: 1405 mm
- Rozvor: 3135 mm
- Převodovka: Ferrari L 7stupňová poloautomatická sekvenční s elektronickou kontrolou.
- Brzdy: Brembo
- Motor: tipo 056
  - V8 90°
  - Objem: 2.398 cm³
  - Výkon: 800koní/19000 otáček
  - Zdvih: 98 mm
  - Ventily: 32
  - Mazivo: Shell SL-0977
  - Palivo: Shell V-Power ULG 59
  - Váha: > 95 kg
  - Vstřikování Magneti Marelli
  - Palivový systém Magneti Marelli
- Pneumatiky: Bridgestone

## Hlavní sponzoři
Altria Group (Marlboro), Fiat, Shell, Telecom Italia (Alice), Bridgestone, AMD, Martini, Acer, Mubadala

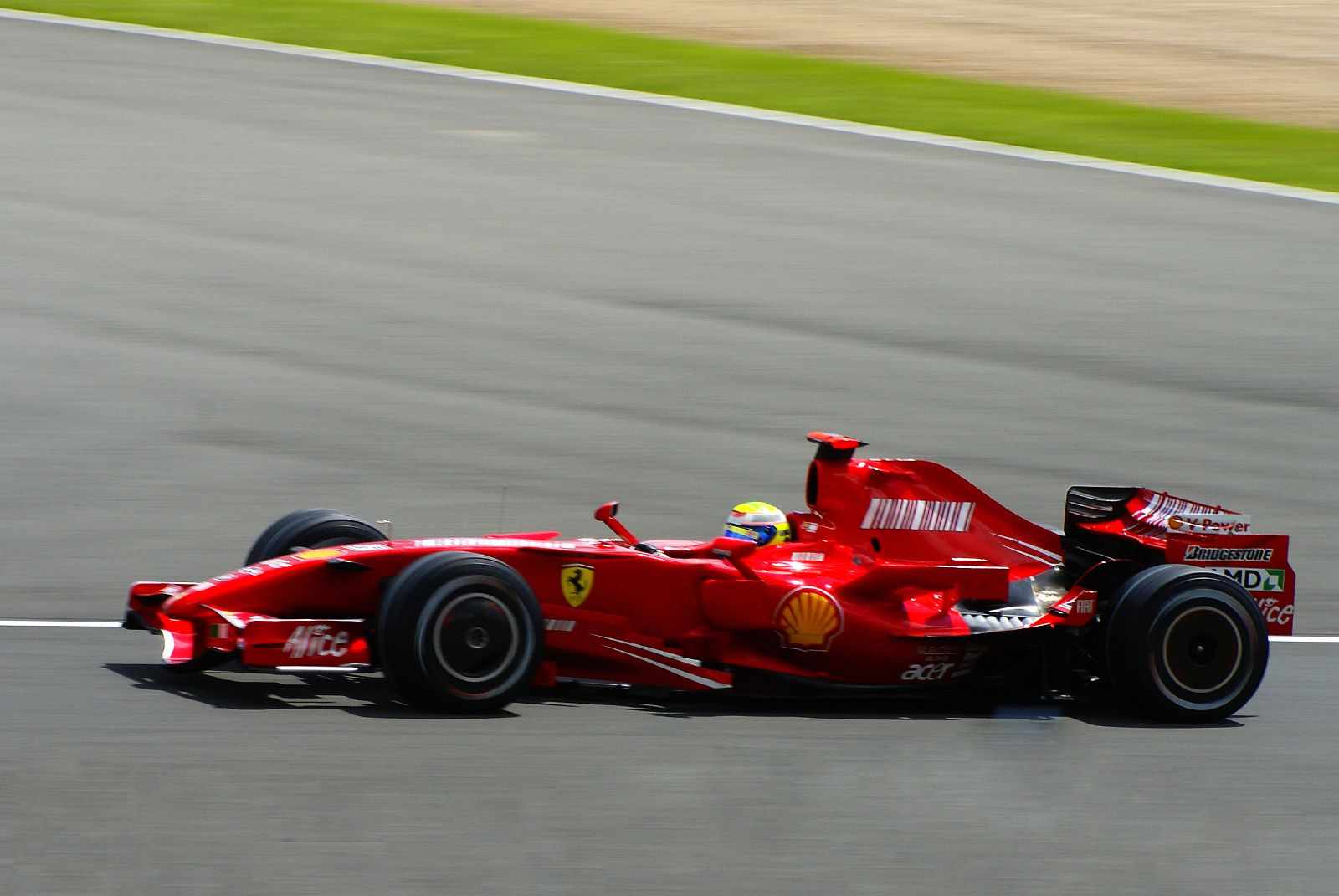
Felipe Massa při Grand Prix Velké Británie 2007.
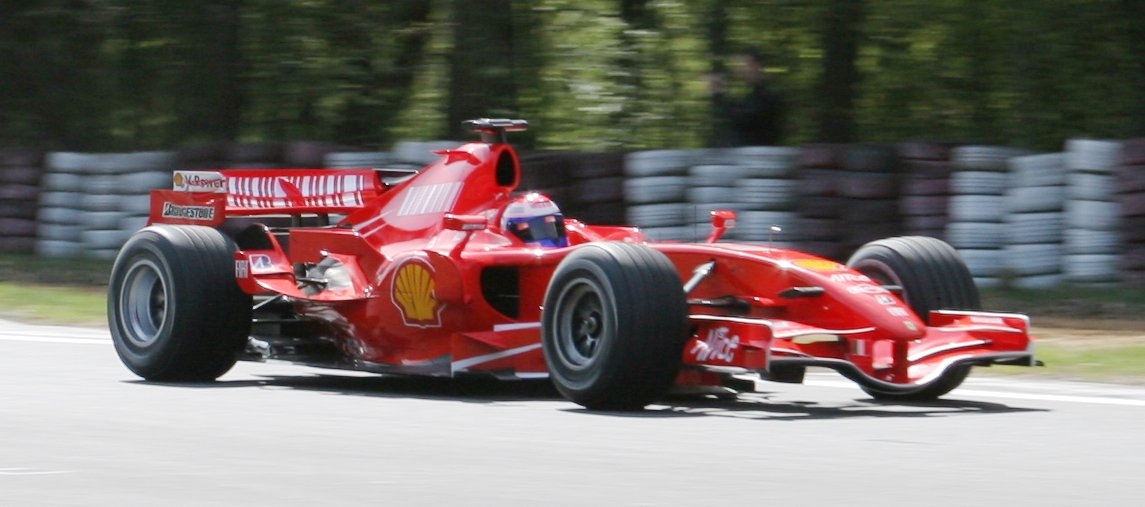
Testovací pilot Marc Gené při sponzorské akci v Poznani.

## Výsledky v sezoně 2007
| Legenda k tabulce | Legenda k tabulce                                                                       |
| Barva             | Výsledek                                                                                |
| ----------------- | --------------------------------------------------------------------------------------- |
| Zlatá             | Vítěz                                                                                   |
| Stříbrná          | 2. místo                                                                                |
| Bronzová          | 3. místo                                                                                |
| Zelená            | Bodované umístění                                                                       |
| Modrá             | Nebodované umístění                                                                     |
| Modrá             | Dokončil neklasifikován (NC)                                                            |
| Fialová           | Odstoupil (Ret)                                                                         |
| Červená           | Nekvalifikoval se (DNQ)                                                                 |
| Červená           | Nepředkvalifikoval se (DNPQ)                                                            |
| Černá             | Diskvalifikován (DSQ)                                                                   |
| Bílá              | Nestartoval (DNS)                                                                       |
| Bílá              | Závod zrušen (C)                                                                        |
| Světle modrá      | Pouze trénoval (PO)                                                                     |
| Světle modrá      | Páteční testovací jezdec (TD)                                                           |
| Bez barvy         | Netrénoval (DNP)                                                                        |
| Bez barvy         | Vyřazen (EX)                                                                            |
| Bez barvy         | Nepřijel (DNA)                                                                          |
| Bez barvy         | Odvolal účast (WD)                                                                      |
| Bez barvy         | Nezúčastnil se (prázdné)                                                                |
| Označení          | Význam                                                                                  |
| Tučnost           | Pole position                                                                           |
| Kurzíva           | Nejrychlejší kolo                                                                       |
| †                 | Jezdec nedojel do cíle, ale byl klasifikován, protože odjel více než 90 % délky závodu. |
| ‡                 | Byl udělován poloviční počet bodů, protože bylo odjeto méně než 75 % délky závodu.      |
| Horní index       | Umístění bodujících jezdců ve sprintu                                                   |

| Rok  | Šasi          | Motor              | Pneu | Jezdci         | 1   | 2   | 3   | 4   | 5   | 6   | 7   | 8   | 9   | 10  | 11  | 12  | 13  | 14  | 15  | 16  | 17  | Body | Umístění |
| ---- | ------------- | ------------------ | ---- | -------------- | --- | --- | --- | --- | --- | --- | --- | --- | --- | --- | --- | --- | --- | --- | --- | --- | --- | ---- | -------- |
| 2007 | Ferrari F2007 | Ferrari 056 2.4 V8 | B    |                | AUS | MAL | BHR | ESP | MON | CAN | USA | FRA | GBR | EUR | HUN | TUR | ITA | BEL | JPN | CHN | BRA | 204  | 1.       |
| 2007 | Ferrari F2007 | Ferrari 056 2.4 V8 | B    | Felipe Massa   | 6   | 5   | 1   | 1   | 3   | DSQ | 3   | 2   | 5   | 2   | 13  | 1   | Ret | 2   | 6   | 3   | 2   | 204  | 1.       |
| 2007 | Ferrari F2007 | Ferrari 056 2.4 V8 | B    | Kimi Räikkönen | 1   | 3   | 3   | Ret | 8   | 5   | 4   | 1   | 1   | Ret | 2   | 2   | 3   | 1   | 3   | 1   | 1   | 204  | 1.       |